# Saxothuringische Zone

Belangrijkste structuren en zones van de Hercynische orogenese in Europa.

De Saxothuringische Zone is in de structurele geologie van centraal en westelijk Europa een zone binnen de Hercynische orogenese (380-270 miljoen jaar geleden). Omdat Hercynische gesteenten in grote delen van Europa overdekt worden door jongere gesteenten, ligt de zone niet overal aan het oppervlak. Plekken waar dit wel het geval is zijn het noorden van het Boheems Massief, de Spessart, het Odenwald, het noorden van het Zwarte Woud en de Vogezen en het zuiden van de Taunus. Verder westelijk in Europa worden terreinen aan weerszijden van Het Kanaal tot de zone gerekend, zoals het Lizardcomplex in Cornwall en delen van het noorden van het Armoricaans Massief.

## Ligging
Geologisch gezien wordt de zone in het noordwesten begrensd door de Rhenohercynische Zone en in het zuidoosten door de Moldanubische Zone. De eerste heeft een lagere, de tweede een hogere graad van Hercynische metamorfose dan de Saxothuringische Zone. Ten westen van de Vogezen wordt de zone verzet door een grote zijschuiving, de Braybreuk.
De Saxothuringische Zone wordt op plekken doorsneden door Permo-Triassische slenken, opgevuld met sedimenten van het Rotliegend en later. Voorbeelden zijn de Egergraben in het noordwesten van Tsjechië en het Saar-Nahebekken in het westen van Duitsland.

## Opbouw
De Saxothuringische Zone bestaat uit licht gemetamorfoseerde Vroeg-Paleozoïsche mariene sedimenten die afgezet zijn in het voormalige "Saxothuringisch bekken". Ze bestaan uit een continue opeenvolging van ondiep mariene sedimenten uit het Neoproterozoïcum tot het Viséen (Onder-Carboon, rond 330 miljoen jaar geleden). Deze metasedimenten vormen ten noorden van Dresden een brede zone.
Onder deze sedimenten liggen hooggradig metamorfe gesteenten: de gneisen en granieten van het Ertsgebergte en het Sächsisches Granulitgebirge. Deze eenheden werden tijdens de Cadomische orogenese (in het Ediacarium, 650-550 miljoen jaar geleden) gevormd en tijdens het Cambrium en Ordovicium (540-420 miljoen jaar geleden) geïntrudeerd met felsische magma's.
Over deze twee eenheden liggen op sommige plekken klippes van allochtone kristallijne dekbladen: het Münchbergcomplex, Wildenfelscomplex en Frankenbergcomplex. Deze bestaan uit een oorspronkelijke sedimentaire opeenvolging van diep-mariene sedimenten uit het Ordovicium tot Devoon (480 tot 360 miljoen jaar oud) en Vroeg Paleozoïsche MOR-basalten, die hooggradig zijn gemetamorfoseerd (soms tot in de eclogietfacies). Waarschijnlijk correleren deze allochtone dekbladen met het Tepláterrein in de Moldanubische Zone verder naar het zuiden.
In brede zin omvat de Saxothuringische Zone ook het Midden-Duits Kristallijn Hoog, dat het noordelijkste deel van de zone vormt en direct grenst aan de Noordelijke Fyllietzone in de Rhenohercynische Zone. Het Midden-Duits Kristallijn Hoog dagzoomt voornamelijk in het Odenwald en de Spessart en in het noorden van de Vogezen. Het bestaat uit (tijdens de Hercynische orogenese) sterk gemetamorfoseerde vulkanische (amfibolieten met een MORB-protoliet en tuffieten) en sedimentaire (pelieten en marmers) gesteenten uit het Vroeg-Paleozoïcum en orthogneisen. In deze opeenvolging bevinden zich intrusies van ofwel Silurische tot Vroeg-Devonische ouderdom (440-400 miljoen jaar) ofwel Midden-Carbonische (Hercynische) ouderdom (340-325 miljoen jaar).